# Carollia perspicillata
Carollia commune
Espèce
Statut de conservation UICN

 LC  : Préoccupation mineure
Répartition géographique
Synonymes
- Hemiderma brevicauda (Schinz, 1821)[1]
- Hemiderma perspicillatum (Linnaeus, 1758)[1]
- Phyllostoma brevicaudum (Schinz, 1821)[1]
- Vespertilio perspicillatusLinnaeus, 1758[2]

Carollia perspicillata, la Carollia commune, est une espèce américaine de chauves-souris de la famille des Phyllostomidae.

## Description
Carollia perspicillata a une longueur de la tête et du corps comprise entre 48 et 70 mm, la longueur de l'avant-bras entre 41 et 45 mm, la longueur de la queue entre 8 et 16 mm, la longueur du pied entre 12 et 17 mm, la longueur des oreilles entre 12 et 22 mm et un poids allant jusqu'à 25 g.
La fourrure est courte et s'étend légèrement jusqu'à la base des avant-bras. Les poils sont tricolores partout. Les parties dorsales sont brun grisâtre, brun terne ou orange vif, tandis que les parties ventrales sont légèrement plus claires. Le museau est allongé et conique. La feuille nasale est bien développée, lancéolée, avec la partie inférieure jointe à la lèvre supérieure tandis que les bords latéraux sont bien séparés. Sur le menton se trouve une grosse verrue entourée de plus petites verrues disposées en forme de U. Les oreilles sont de taille normale, triangulaires et pointues. Les ailes sont fixées en arrière sur les chevilles. La queue est courte, environ un tiers de la profondeur e la membrane interfémorale nue. Le tibia est relativement long. Le calcar est court.
Son dimorphisme sexuel varie selon sa situation géographique. En Colombie, il n'y a pas de différence de taille et de couleur entre les sexes, mais aux Antilles, les femelles sont généralement plus grandes et les mâles sont plus grands partout ailleurs.
Une particularité découverte en 2013 concerne les tendons extensibles des biceps et des triceps. Pour le vol, ils le resserrent. Les calculs montrent que la façon dont les muscles du vol de ces animaux se déplacent ne fournit pas à elle seule une force suffisante pour décoller.
Le caryotype est 2n=20-21 FNa=36. Les femelles ont des chromosomes XX, tandis que les mâles ont XY1Y2 ; le Y supplémentaire est un homologue de l'autosome transféré vers l'élément X.

## Répartition
Carollia perspicillata est présente en Amérique centrale depuis le Sud du Mexique en passant par le Belize, le Guatemala, le Honduras, le Nicaragua, le Salvador, le Costa Rica, le Panama jusqu'à la Colombie, le Venezuela, le Guyana, le Suriname, la Guyane, l'Équateur, le Pérou, la Bolivie, le Paraguay et dans tout le Brésil, sauf la partie extrême Sud-Est. Elle est également présente sur les îles de Trinidad, Tobago et Grenade.
Elle vit principalement dans les forêts humides à feuilles persistantes, les forêts sèches de feuillus et les forêts secondaires. Elle préfère les zones proches des eaux stagnantes, dans les zones avec une grande quantité d'espace interne libre, généralement en dessous de 1 000 mètres d'altitude.

## Conservation
Plusieurs zoos, comme celui de Central Park, abritent de nombreuses colonies de ces chauves-souris. Ces chauves-souris sont relativement faciles à élever et font partie des espèces de chauves-souris les plus courantes dans les zoos, avec d'autres chauves-souris frugivores.

## Comportement

### Habitation
Carollia perspicillata se réfugie dans les grottes, les cavités des arbres, les tunnels, les canaux d'irrigation et moins fréquemment entre les rochers, sous les grandes feuilles et dans les bâtiments.

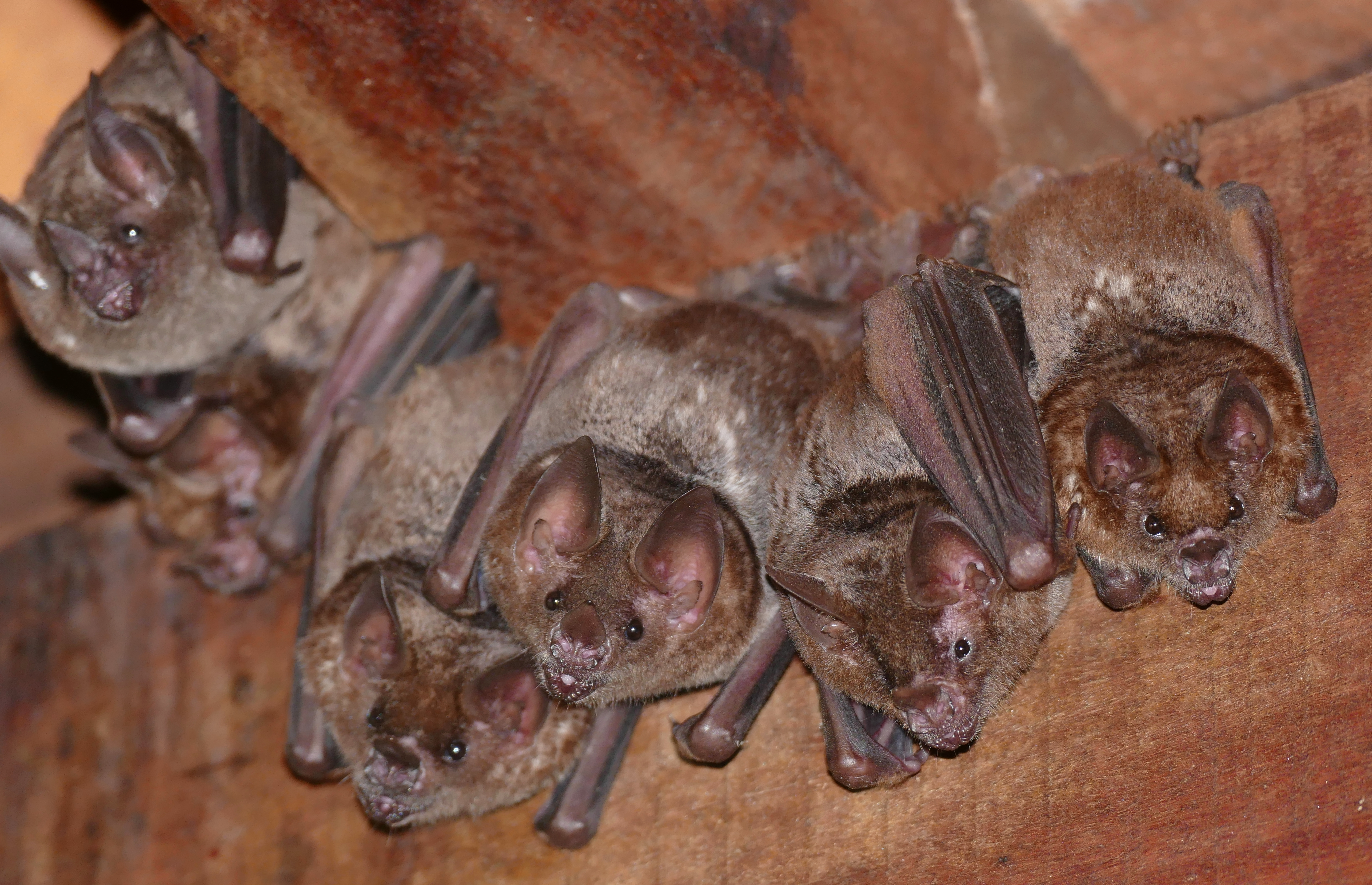
Groupe d'individus dans un vieux bâtiment (Mato grosso, Brésil)

Elle forme des groupes de 10 à 100 individus. C'est un animal très social, qui se livre également à un toilettage mutuel et affiche un répertoire élevé de cris sociaux.
La plupart des mâles vivent dans des groupes de célibataires séparés. Les femelles vivent en groupes, également appelés harems, de 10 à 20 femelles. Chaque harem compte un mâle adulte, qui protège le harem pendant la journée contre les intrus ou autres mâles. En moyenne, les femelles changent de harem tous les 17 jours. Cela signifie qu'environ 25 % des jeunes animaux d'un harem ne proviennent pas du propriétaire du harem. La nuit, les mâles continuent de protéger leur harem tandis que les femelles et les mâles célibataires cherchent de la nourriture. Les mâles protecteurs minimisent leur temps passé loin de leur harem en mangeant des plantes proches de leur habitat. En récompense de leur protection continue, les mâles protecteurs ont le droit exclusif de s'accoupler avec les femelles de leur propre harem.

### Alimentation
Carollia perspicillata se nourrit de fruits, notamment du genre Piper et Solanum. Parfois elle complète son alimentation avec du nectar et du pollen, en particulier pendant la saison sèche, lorsque la disponibilité de fruits est rare alors que la production florale est maximale et également avec quelques insectes.
Elle cherche de la nourriture à différents endroits en une nuit. Elle chasse en essaims de quelques centaines de chauves-souris. Au coucher du soleil, elles s'envolent et recherchent des fruits dans une zone située jusqu'à environ 1,5 kilomètre de leur gîte.

### Vol
Comme chez les autres chauves-souris, le métabolisme suit une forme en U pendant le vol. Cela signifie qu'elle utilise plus d'énergie lorsqu'elle vole à des vitesses faibles et élevées et utilise moins d'énergie à des vitesses modérées. La plupart de ses vols pour trouver de la nourriture sont relativement rapprochés, ce qui lui permet d'emporter des fruits plus petits jusqu'à ses perchoirs, tout en mangeant des fruits plus gros sur l'arbre.

### Écholocation
C. perspicillata a un très bon odorat, une bonne acuité visuelle et montre moins de spécialisation dans son appareil auditif que les chauves-souris insectivores. Cependant, elles utilisent toujours l'écholocation comme principale méthode d'orientation. L'espèce utilise des sons qui proviennent de sa bouche ou de ses narines, qui sont intenses et se sont révélés être les faisceaux sonar les plus directionnels de toutes les espèces de chauves-souris qui pratiquent l'écholocalisation.

### Reproduction
Les femelles atteignent la maturité sexuelle en un an. Les mâles atteignent la maturité sexuelle au cours de leur deuxième année, mais pour se reproduire, ils doivent d'abord avoir accès à un groupe de femelles, ce qui prend généralement quelques années.
Le combat nuptial implique des mouvements d'oreille, un soulèvement de la tête, un étirement du cou, un déploiement des ailes, une imitation de coups de poing et enfin un lancer de coups de poing. Même s'il s'agit d'un comportement agressif, n'importe quel mâle peut arrêter de se battre et s'éloigner du conflit, et les blessures ne sont généralement pas pires que quelques égratignures et contusions. Il a également été démontré que les mâles utilisent des vocalisations distinctes lors des conflits, qui peuvent être utilisées pour déterminer l'identité du concurrent, et sur la base de ces informations, certaines parties des étapes avant le combat peuvent être sautées et les animaux commencent à se battre.
L'accouplement a lieu environ deux fois par an. La première période s'étend de juin à août, lorsque la production fruitière est à son maximum. La deuxième période s'étend de février à mai, lorsque les fleurs commencent à fleurir après la saison sèche. Après une période de gestation de 115 à 120 jours, les femelles donnent naissance à un petit, une fois au printemps et une fois en été. Les petits pèsent environ 5 g à la naissance. Durant les premières semaines après la mise bas, les femelles portent leurs petits lorsqu'elles chassent. Lorsque les jeunes deviennent trop gros pour être transportés, ils restent dans leur tanière la nuit pendant le reste des six semaines jusqu'à ce qu'ils soient sevrés.
Les mères communiquent avec leur progéniture par la vocalisation, et il a même été démontré qu'une mère peut faire la distinction entre les cris de sa progéniture et ceux des autres femelles. Elles présentent davantage de comportements d'approche maternelle lorsqu'elles entendent les appels de leurs propres enfants, et les mères plus expérimentées présentent davantage de comportements d'approche que les nouvelles mères. Cependant, ce comportement n'est pas le même chez les mâles, qui adoptent plutôt une approche différente pour écouter les appels de leur progéniture. Les mâles poursuivront les mères jusqu'à ce qu'elles s'occupent des petits, mais ils ne s'en occuperont pas eux-mêmes.
Habituellement, deux fois plus d’hommes naissent que de femmes, mais comme la durée de vie des femmes est plus longue que celle des hommes, le rapport reste de 1:1. Environ 42 % des femelles et 11 % des mâles cherchent alors une nouvelle colonie à rejoindre, tandis que les autres animaux de la nouvelle génération restent dans la colonie mère.

### Longévité
Les taux de mortalité sont de 53 % au cours des deux premières années de vie, mais chutent à 22 % les années suivantes. Il ne semble pas y avoir de différence dans la durée de vie moyenne des mâles et des femelles.
Carollia perspicillata peut vivre jusqu'à 9 ans à l'état sauvage et 19 ans en captivité.

### Prédation
Les prédateurs connus comprennent des reptiles comme le boa constricteur, des oiseaux comme l'effraie des clochers, la chouette mouchetée, la chouette à lunettes et le carnifex à collier, des mammifères arboricoles comme les opossums et les kinkajous, mais aussi de grosses chauves-souris telles que Vampyrum spectrum.

## Taxonomie
L'espèce est nommée pour la première fois conformément aux règles de la nomenclature binomiale en 1758 par le naturaliste suédois Carl Linnaeus, en la nommant Vespertilio perspicillatus. L'holotype provenait du Suriname.
Les analyses morphométriques confirment la division des sous-espèces et montrent qu'elles sont largement intergradationnelles :
- C. perspicillata perspicillata : une région de l'Amazonie comprenant l'est de la Colombie, le Venezuela, les Guyanes, la majeure partie du Brésil, l'Équateur, le Pérou et la Bolivie, également les îles Margarita, Trinité-et-Tobago.
- C. p. azteca (à l'origine Phyllostoma (Carollia) azteca) Saussure, 1860 : nord-est du Mexique (sud de Tamaulipas) du sud à travers l'Amérique centrale jusqu'à l'Amérique du Sud au nord et à l'ouest du bassin amazonien au Venezuela, en Colombie et en Équateur.
- C. p. tricolor (à l'origine Hemiderma tricolor) G.S. Miller, 1902 : le bassin versant du fleuve Parana, couvrant le sud de la Bolivie, le Paraguay, le sud du Brésil et le nord de l'Argentine.